# 丈部真麻呂
丈部 真麻呂（はせつかべ の ままろ、生没年不詳）は、奈良時代の防人。遠江国山名郡（現在の静岡県袋井市）の人。

## 概要
天平勝宝7歳（755年）2月、防人として筑紫に派遣される。『万葉集』に1首入集。なお、『万葉集』巻20には遠江国の丈部氏の氏人として、ほかに真麻呂と同じ山名郡の丈部川相、佐野郡の丈部黒当の記載がある。
- 時々の花は咲けども何すれぞ母とふ花の咲き出来ずけむ（万葉集20-4323）[1]